# Ballymurphy (comté de Carlow)
Pour les articles homonymes, voir Ballymurphy.
Ballymurphy est un village en Irlande, situé dans le comté de Carlow.